# Ян II Жаганьский
Ян II Жаганьский (Безумный, Злой, Дикий, Свирепый) (пол. Jan II żagański, нем. Johann II von Sagan; 16 июня, 1435 — 22 сентября 1504, Волув) — князь Жаганьский (1439—1449, 1461—1468, 1472), Глогувский (половина княжества в 1476—1480 и всё княжество в 1480-1488) и Любинский (1476—1482). Последний правящий князь глогувско-жаганьский линии династии Пястов.

## Биография
Представитель силезской линии польской династии Пястов. Младший (четвёртый) сын Яна I (ок. 1385—1439), князя Жаганьского (1403—1439), и Схоластики Саксонской (1393—1463), старшей дочери курфюрста Рудольфа III Саксонского.
В 1439 году после смерти Яна I его сыновья Бальтазар, Рудольф, Вацлав и Ян II получили в совместное владение Жаганьское княжество. Первоначально Ян находился на попечении старших братьев Бальтазара и Рудольфа. В 1449 году произошёл раздел Жаганьского княжества между четырьмя братьями. Бальтазар и Рудольф получили часть княжества со столицей в Жагане, а Вацлав и Ян II стали править другой частью княжества со столицей в Пшевузе. Вацлав страдал психическим заболеванием, поэтому его младший брат Ян II стал фактическим правителем Пшевузского удела.

Герб Жаганьского княжества

Ян не был доволен разделом отцовских владений и полученным им от старших братьев Пшевузским уделом. Он стал требовать от старших братьев, князей Бальтазара и Рудольфа, более справедливого распределения земель. В 1453 году при посредничестве курфюрста Фридриха Саксонского Ян примирился со своими старшими братьями.
После смерти князя Рудольфа Жаганьского в 1454 году и в отсутствие другого брата Бальтазара, который находился в Пруссии, Ян в качестве наместника объединил под своей властью всё Жаганьское княжество. Он потребовал от своих вассалов принести ему ленную присягу на верность, но в 1458 году после возвращения Бальтазара из Пруссии в Силезию вынужден был уступить ему Жагань.
В 1461 году Ян II Пшевузский при помощи войск чешского короля Йиржи из Подебрад захватил Жаганьское княжество, отстранив от власти и изгнав из столицы своего старшего брата Бальтазара. В том же году Ян II присоединил к своим владениям унаследованный от своей матери Схоластики Саксонской город Новогруд-Бобжаньский с округой. В 1468 году Бальтазар при поддержке князя Генриха XI Глогувского вернул себе власть в Жаганьском княжестве.
Ян II не прекратил борьбы за Жаганьское княжество. В 1472 году при поддержке венгерского короля Матьяша Хуньяди, выделившего ему 10 000 флоринов, он вторично захватил жаганьский княжеский престол. Его старший брат Бальтазар был отстранён от власти и заключён скачала в Нижнем Витошине, а затем в замке Пшевуз, где в том же году был уморён голодом по приказу Яна.
В том же 1472 году Ян II продал Жаганьское княжество курфюрстам Саксонии, Эрнсту и Альбрехту за 50 000 венгерских флоринов. Его слабоумный брат Вацлав получил от короля Венгрии Матвея Корвина достойную пенсию за отказа от претензий на Жагань. После продажи родового княжества князь жаганьский стал именоваться Яном Безземельным.
Несмотря на продажу наследственного княжества, Ян пытался продолжать вести активную политику. В 1474 году во главе войска, набранного венгерским королём Матьяшем Хуньяди, Ян предпринял успешный рейд на Великую Польшу, захватив богатую добычу.
В 1476 году скончался князь Глогувский и Любинский Генрих XI, скорее всего, отравленный по приказу маркграфов Бранденбурга. На наследство покойного стали претендовать маркграфы Бранденбурга, венгерский король Матвей Корвин, Ягеллоны и Ян II.
В начале войны за Глогувское княжество Ян II пользовался поддержкой короля Венгрии Матьяша Хуньяди. Его противники из Бранденбурга искали поддержки в Чехии и Польше. Чешский король Владислав II Ягеллон, также претендовавший на Глогув, в 1477 году даже женился на Барбаре Бранденбургской (1464—1515), юной вдове князя Генриха Глогувского. Однако этот союз никогда не был консумирован и в рамках канонического права был признан недействительным. Ян II использовал влияние короля Венгрии в Риме и пытался заставить жителей Глогува принести присягу на верность в его пользу, но они отказались. Папский легат затем наложил отлучение на жителей Глогува, заставив их подчиниться Яну II.
7 декабря 1476 года в Жагани Ян II принял ленную присягу от станов Глогувского княжества. 8 декабря 1476 году король Венгрии Матвей Корвин признал Яна Безумного наследником глогувского князя Генриха XI. На рубеже 1476/1477 года бранденбургские отряды были вытеснены из Шпротавы и Кожухува. В руках маркграфа Альбрехта Бранденбургского остался только Кросно-Оджаньске. В начале 1477 года было объявлено перемирие между воюющими сторонами, которое продолжалось до апреля 1477 года. Военные действия возобновились весной 1477 года при участии чешских и венгерских войск. Поражение венгров усугубило ситуацию Яна. Несмотря на это, жители Глогува сохранили верность Яну как своему князю. Военные действия были прерваны очередным перемирием. Обе стороны пытались решить проблему путём дипломатии, однако осенью 1477 года Ян нарушил перемирие и дважды вторгался во владения маркграфов Бранденбурга, достигая Берлина и Франкфурта-на-Одере. В течение всего 1478 года военные действия продолжались с переменным успехом для воюющих сторон. В это время положение князя Яна II Жаганьского на территории Глогувского княжества укреплялось. В середине 1479 года был заключён мирный договор между воюющими сторонами, на основании которого маркграф Альбрехт Бранденбургский отказался от своих претензий на Глогувское княжество за сумму в 50 000 флоринов. Переговоры между Яном и Бранденбургом продолжались до сентября 1482 года. В конечном итоге было решено подтвердить условия перемирия, заключённые три года назад в Оломоуце. Глогувское княжество перешло под власть Яна II Жаганьского, но его северная часть была передана Бранденбургу (Кросно-Оджаньске, Сулехув, Свебодзин и Любско). В соответствии с соглашением с королём Венгрии Матвеем Корвином, Ян Безумный мог пожизненно править в Глогувском княжестве. После его смерти Глогувское княжество должно было перейти Матвею Корвину и его преемникам.
Таким образом Яy II закрепил за собой право владения только половиной Глогувского княжества. В 1349 году король Чехии Карл Люксембургский фактически разделил княжество на две части: королевскую и княжескую; 10 января 1360 года это разделение было закреплено особым королевским указом. Ян II получил княжескую половину, а королевская половина с 1460 по 1476 годы принадлежала Маргарите Цельской, вдове князя Владислава Цешинского. В 1476 году Матвей Корвин забрал королевскую половину Глогува в прямое управление чешской короны, но Маргарита Цельская осталась проживать в Глогуве и фактически управляла королевской половиной. 1 мая 1480 года, после 7-недельной осады, глогувский замок был взят и княжество было объединено под единоличной властью Яна II после 130-летнего разделения.
Между тем амбиции Яна Безумного продолжали расти, в связи с чем ухудшились его отношения с венгерским королём Матвеем Корвином, что грозило привести к войне. В январе 1488 года Ян Безумный заявил, что передаст Глогувское княжество во владением трём своим зятьям, сыновьям князя зембицкого Йиндржиха I из Подебрад, которые были женаты на трёх его дочерях: Саломее, Анне и Ядвиге. Эта декларация привела к войне. Ян Безумный хотел любой ценой заставить станы княжества принести ленную присягу будущим правителям. По приказу Яна были арестованы и приговорены к голодной смерти семь представителей городского совета. В мае 1488 года венгерская армия осадила Глогув. Осада завершилась капитуляцией города в ноябре 1488 года. Ян II Безумный вынужден был отказаться от претензий на Глогувское княжество за 20 000 гульденов.
В последующие годы Ян Безумный безуспешно пытался приобрести земельный надел в Силезии, в котором он мог бы провести последние годы своей бурной жизни. Он выдвигал претензии на Сцинаву и требовал возвращения Глогува, но не добился положительных результатов.
Последние годы жизни Ян Безумный провёл под присмотром своих зятьёв. В 1501 году зембицкие князья Альбрехт, Георг и Карл Мюнстербергские выделили ему в пожизненное владение Волув, где он скончался 22 сентября 1504 года, до конца именуя себя князем Жаганьско-Глогувским. Князь Ян II Безумный был похоронен в приходском костёле Волува.

## Семья
Около 1462 года Ян II Безумный женился на Катарине (1443—1505), дочери князя Вильгельма Опавского (ок. 1410—1452) и Саломеи из Частоловиц. Супруги имели в браке пять дочерей:
- Маргарита (1465/1472 — ок. 1501), 1-й муж — венгерский магнат Миклош Банфи, 2-й муж — венгерский магнат Янош Хомпо
- Саломея (1475—1514), 1-й муж — князь зембицкий и олесницкий Альбрехт I Мюнстербергский (1468—1511), 2-й муж — силезский барон Иоганн фон Курбах (ум. 1549)
- Ядвига (1477—1524), 1-й муж — князь зембицкий и олесницкий Георг I Мюнстербергский (1470—1502), 2-й муж — барон силезский Жигмунт из Липы (ум. 1518)
- Анна (ок. 1480—1541), жена князя зембицкого и олесницкого Карла I Мюнстербергского (1476—1536)
- Барбара (до 1481—1539), аббатиса в Стшелине.